# Alexander Rabinowitch
Alexander Rabinowitch (30 août 1934 à Londres) est un historien américain, professeur émérite de l'université de l'Indiana.

## Biographie
Rabinowitch a obtenu son B.A. à Knox College en 1956, sa M.A. à l'université de Chicago en 1961 et son doctorat à l'université d'Indiana en 1965. Il était en visite en Union soviétique pendant le putsch d'août 1991.
Ses principaux domaines d'étude sont l'histoire de la Russie, la Révolution de 1917, l'URSS pendant la Seconde Guerre mondiale et les relations soviético-américaines.
Son travail sur la révolution russe, insiste sur la diversité des opinions et des initiatives locales au sein du parti bolchevique, contrairement aux interprétations traditionnelles se concentrant sur la nature autoritaire du parti.
En 2007, après des décennies de recherches dans les archives et l'écriture, sort les Bolcheviks au pouvoir : la première année du régime soviétique à Petrograd qui tente d'expliquer comment le parti bolchevique s'est rapidement transformé en l'une des organisations politique la plus centralisées et autoritaire de l'histoire moderne; comment l'indépendance des soviets a été rapidement détruite; et avec quelle extrême rapidité les idéaux démocratiques de base qui ont animé la révolution ont été subvertis.
Son livre le plus connu, Les Bolcheviks au pouvoir : la Révolution de 1917 à Petrograd, est le second texte historique écrit par un auteur occidental à être publié en Union soviétique.[réf. nécessaire]